# Luís, Duque de Némours
Luís Carlos Filipe Rafael de Orleães (em francês: Louis Charles Philippe Raphaël d'Orléans; Paris, 25 de outubro de 1814 – Versalhes, 26 de junho de 1896), foi um príncipe francês da Casa de Orléans e Duque de Némours. O quarto filho do rei Luís Filipe I da França e de sua esposa, a princesa Maria Amélia de Nápoles e Sicília. Foi pai do príncipe Gastão de Orléans, Conde d'Eu, que se casou com Isabel de Bragança, Princesa Imperial do Brasil, filha e herdeira presuntiva do imperador Dom Pedro II do Brasil.

## Biografia

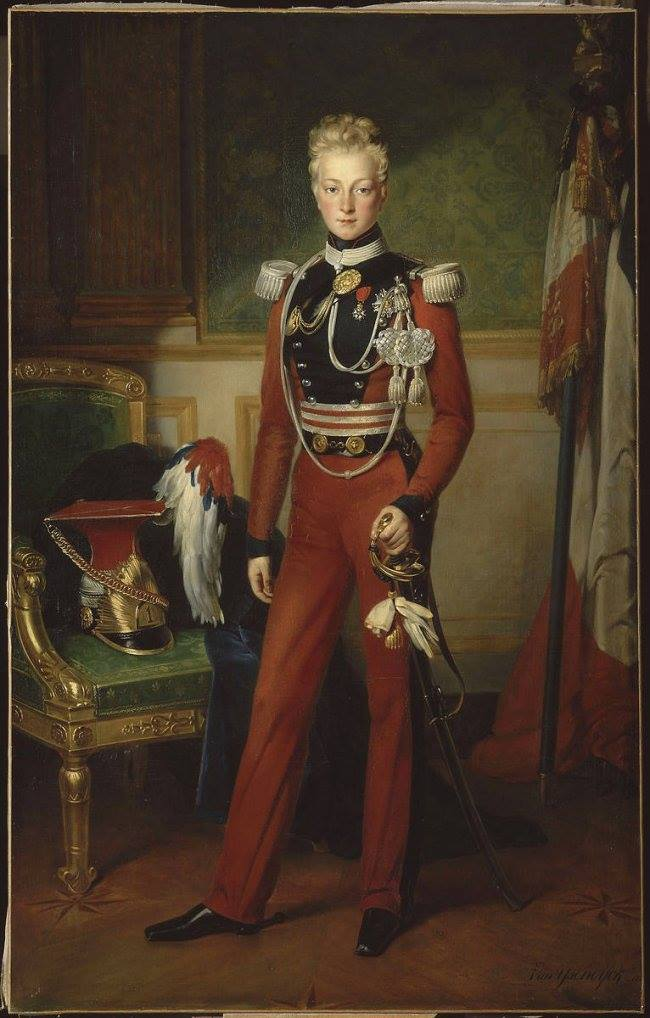
Luís, Duque de Némours.

Nascido no Palais Royal, aos doze anos foi nomeado coronel do primeiro regimento de caçadores, e, em 1830, tornou-se cavaleiro da Ordem do Espírito Santo. Já em 1825, foi considerado um possível candidato ao trono da Grécia, e, em fevereiro de 1831, foi nomeado Rei dos Belgas, mas conjunturas internacionais impediram Luís Filipe de aceitar a honra por seu filho, que estava a acompanhar o exército francês que invadiu a Bélgica a fim de apoiar o novo reino que se separara do Reino Unido dos Países Baixos. Lá, Luís Carlos participou do cerco a Antuérpia.
Ele acompanhou a expedição francesa contra a cidade de Constantina, na Argélia, no outono de 1836, e, numa segunda expedição em 1837, foi-lhe confiado o comando duma brigada e a direção do cerco a Constantina. Luís Carlos dirigiu-se por uma terceira vez à Algéria, em 1841, sob o comando do general Thomas Robert Bugeaud. Na expedição contra Takdempt, comandou a 1ª infantaria. Em seu retorno à França, tornou-se comandante-de-campo de Compiègne. Foi designado para missões de cortesia à Inglaterra em 1835, 1838 e 1845, e a Berlim e Viena em 1836. 
Em 26 de abril de 1840, casou-se no castelo de Saint-Cloud com a princesa Vitória de Saxe-Coburgo-Koháry, irmã do rei-consorte Fernando II de Portugal, e prima do rei Leopoldo II da Bélgica e da rainha Vitória do Reino Unido.
Com a morte de seu irmão mais velho, Fernando Filipe, Duque de Orléans, em 1842, deu-lhe posição de destaque em caso da ascensão do sobrinho Luís Filipe, Conde de Paris. Sua discrição, e antipatia às funções públicas, tornaram-no impopular. Ante a Revolução de 1848, protegeu o Palácio das Tulherias tempo o bastante para garantir a fuga do rei, hesitando um ataque pesado à massa. Seguiu sua cunhada, a duquesa Helena de Orléans, e seus dois filhos, à câmara dos deputados, onde foram separados pela turba, conseguindo finalmente escapar ao se disfarçar de guarda nacional.

## Exílio
Embarcou para a Inglaterra, onde se estabeleceu com seus pais na Claremont House. O principal objetivo de Luís Carlos durante o exílio, especialmente após a morte do pai, foi a reconciliação entre os dois ramos da Casa de Bourbon, indispensável para o restabelecimento da monarquia francesa. Esse desejo foi frustrado em parte pelas atitudes de Henrique, Conde de Chambord, e também pela determinação de sua cunhada de manter as pretensões do conde de Paris. O duque de Némours estava mais disposto do que qualquer outro príncipe de sua família em aceitar os princípios dos legitimistas, mas as lentas negociações terminaram em 1857 com uma carta escrita por ele, em que insistia na aceitação por parte do duque de Chambord à bandeira tricolor e aos princípios do governo constitucional. Em 1871, os príncipes de Orléans renovaram sua aliança ao ramo mais antigo de sua Casa, mas foram excluídos com a ascensão do conde de Chambord ao poder em 1873.
O duque de Némours viveu na Bushy House após a morte, em 1866, da Rainha Maria Amélia, viúva de Luís Filipe.

## Retorno à França e  morte
Em 1871, o exílio imposto aos príncipes franceses foi retirado, mas Némours transferiu-se para Paris apenas após reconquistarem seus direitos políticos, Em março de 1872, Luís Carlos foi restituído ao seu posto militar como general-de-divisão. Após sua reforma, atuou como presidente da Cruz Vermelha até 1881, quando novos decretos contra os herdeiros ao Trono fizeram-no retirar-se da sociedade parisiense. Durante a presidência do marechal Patrice de Mac-Mahon, Némours aparecia de tempos em tempos no Palácio do Eliseu.
O duque de Némours morreu a 26 de junho de 1896 em Versalhes e foi enterrado na Capela real de Dreux, necrópole da família Orléans.

## Títulos e estilos

Monograma real de Luís

- 25 de outubro de 1814 – 21 de setembro de 1824: Sua Alteza Sereníssima, o Duque de Némours
- 21 de setembro de 1824 – 26 de junho de 1896: Sua Alteza Real, o Duque de Némours

## Galeria

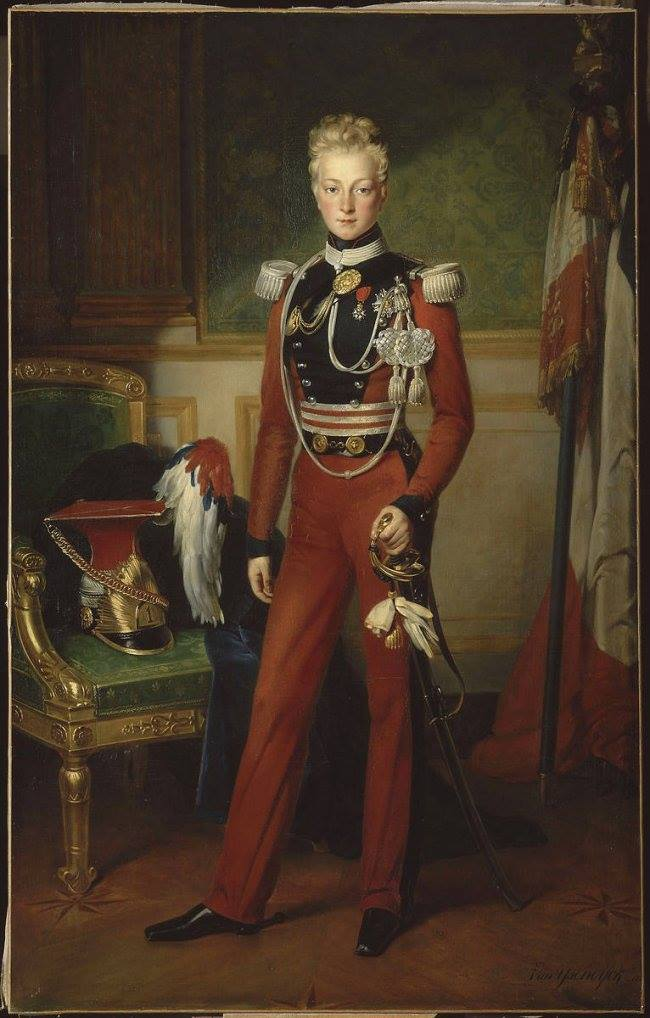
Luís Carlos, Duque de Némours aos 18 anos, retrato atribuído a Léon Jan van Ysendyck
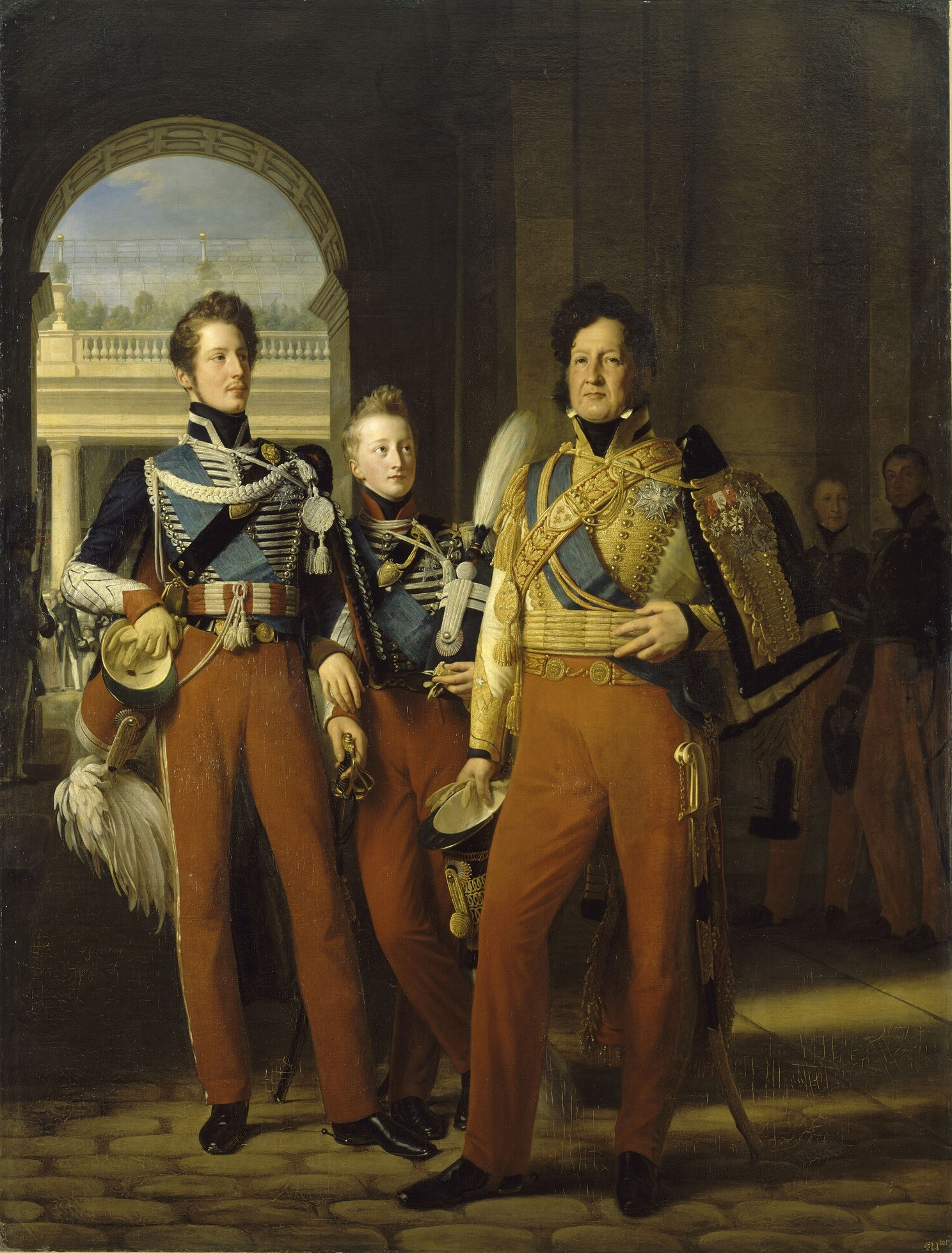
Retrato do Duque de Orléans com seus filhos Duque de Némours (ao centro) e Duque de Chartres (1830), por Louis Hersent
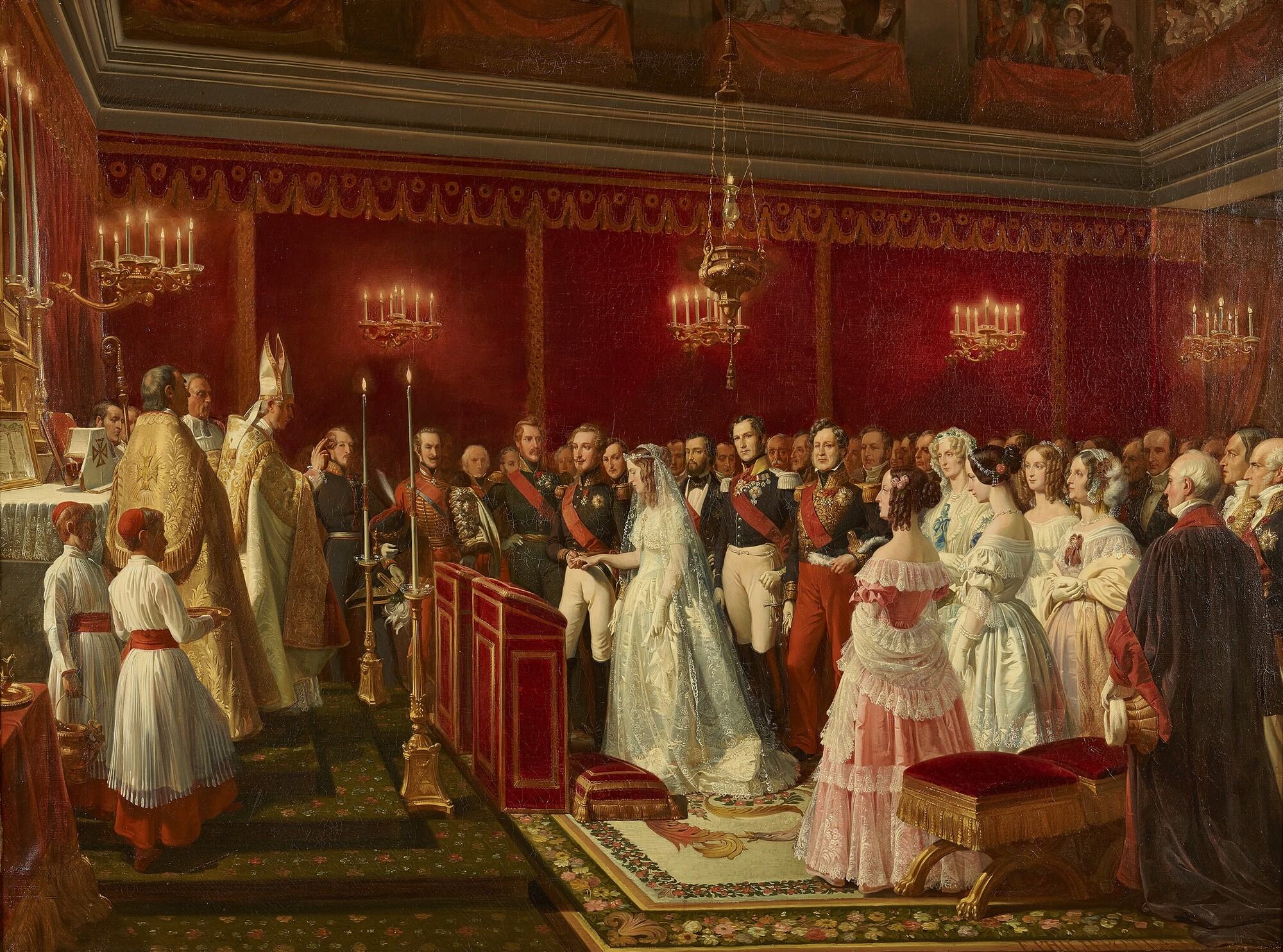
Pintura do casamento do Duque de Némours na capela do Castelo de Saint-Cloud, por Félix Philippoteaux

## Descendência
| Nome      | Foto | Nascimento             | Falecimento            | Notas |
| --------- | ---- | ---------------------- | ---------------------- | --- |
| Gastão    |      | 28 de abril de 1842    | 28 de agosto de 1922   | Casado com a princesa Isabel, princesa imperial do Brasil, filha do imperador Pedro II, com descendência.                          |
| Fernando  |      | 12 de julho de 1844    | 29 de junho de 1910    | Casada com a princesa Sofia Carlota da Baviera, irmã mais nova da imperatriz Isabel da Áustria (a famosa Sissi), com descendência. |
| Margarida |      | 16 de setembro de 1846 | 24 de outubro de 1893  | Casada com o príncipe Ladislau Czartoryski, nobre, ativista político e colecionador de arte polonês, com descendência.             |
| Branca    |      | 28 de outubro de 1857  | 4 de fevereiro de 1932 | Não se casou. |